# Ward Hill
Ward Hill (en español: Colina Ward), en la isla de Hoy, es la colina más alta en las islas Orcadas, Escocia. Se encuentra en el norte de la isla, entre Moaness y Rackwick.
La colina forma una curva en forma de "J". Las laderas están cubiertas de brezo y de hierba, a pesar de que la parte superior de la cima está cubierto de piedras pequeñas con suelos de arena. La cumbre más alta se encuentra hacia el extremo norte, y está coronada por un vértice geodésico.
Ward Hill puede ser escalada desde una variedad de puntos de partida. El lado norte, directamente encima del pueblo de Hoy es abrupto y escarpado, y por lo tanto presenta la ruta de ascenso menos atractiva.
La existencia de Anastrepta orcadensis, una hepática que se encuentran en los Estados Unidos, Canadá, y ampliamente en Europa, fue descubierta por primera vez en Ward Hill por William Jackson Hooker en 1808.